# Grand Prix Jef Scherens 1990
La 24e édition du Grand Prix Jef Scherens a eu lieu le 23 septembre 1990. Elle a été remportée par le Belge Wilfried Peeters.

## Classement final
Wilfried Peeters remporte la course en parcourant les 170 km en 3 h 56 min 28 s à la vitesse moyenne de 43,220 km/h ; 82 coureurs ont pris le départ.
| Classement final | Classement final        | Classement final | Classement final     | Classement final   |
|                  | Coureur                 | Pays             | Équipe               | Temps              |
| ---------------- | ----------------------- | ---------------- | -------------------- | ------------------ |
| 1er              | Wilfried Peeters        | Belgique         | Histor-Sigma-KB-Ford | en 3 h 56 min 28 s |
| 2e               | Corneille Daems         | Belgique         | La William-Saltos    |                    |
| 3e               | Johan Devos             | Belgique         | S.E.F.B.-Gan-Saxon   |                    |
| 4e               | Herman Frison           | Belgique         | Histor-Sigma-KB-Ford |                    |
| 5e               | Didier Priem            | Belgique         |                      |                    |
| 6e               | Serge Baguet            | Belgique         |                      |                    |
| 7e               | Fabrice Naessens        | Belgique         |                      |                    |
| 8e               | Rudy Verdonck           | Belgique         | Lotto-Super Club-MBK |                    |
| 9e               | Benjamin Van Itterbeeck | Belgique         | Lotto-Super Club-MBK |                    |
| 10e              | Guy De Coster           | Belgique         | La William-Saltos    |                    |
| modifier         |                         |                  |                      |                    |